# Lenka (prénom)
Lenka (Lenička) est un prénom d'origine tchèque ou yougoslave. C'est un équivalent de Hélène

## Signification
Lenka a deux significations[réf. nécessaire] :
- petit grain de lune
- petite pousse de lin
- grain de mais

## Personnalités portant ce prénom
- Lenka (Lenka Kripac)
- Lenka Dürr
- Lenka Ilavská
- Lenka Janistinová
- Lenka Kysučanová
- Lenka Masná
- Lenka Němečková
- Lenka Šarounová
- Lenka Vlasáková